# Goražde (Czarnogóra)
Goražde (cyr. Горажде) – wieś w Czarnogórze, w gminie Berane. W 2011 roku liczyła 429 mieszkańców.